# (48782) Fierz
(48782) Fierz est un astéroïde de la ceinture principale.

## Description
(48782) Fierz est un astéroïde de la ceinture principale. Il fut découvert le 20 septembre 1997 à l'Observatoire d'Ondřejov par Lenka Šarounová. Il présente une orbite caractérisée par un demi-grand axe de 2,74 UA, une excentricité de 0,15 et une inclinaison de 9,6° par rapport à l'écliptique.

## Compléments